# Kalliojärvi (sjö i Lappland, lat 66,32, long 27,37)
Kalliojärvi är en sjö i Finland. Den ligger i kommunen Kemijärvi i landskapet Lappland, i den norra delen av landet, 700 km norr om huvudstaden Helsingfors. Kalliojärvi ligger 188,7 meter över havet. Den är 33 meter djup. Arean är 1,07 kvadratkilometer och strandlinjen är 6,11 kilometer lång. Sjön  ingår i Kemi älvs huvudavrinningsområde. 